# Woman (Doja Cat)
Woman è un singolo della cantante statunitense Doja Cat, pubblicato il 1º ottobre 2021 come quarto estratto dal terzo album in studio Planet Her.

## Descrizione
La canzone è stata descritta dalla critica specializzata come una traccia afrobeat e ha iniziato a riscuotere successo dopo aver raggiunto popolarità su TikTok.

## Video musicale
Il video musicale, diretto da Child, vede la partecipazione della cantante e attrice statunitense Teyana Taylor ed è stato reso disponibile su YouTube a partire dal 3 dicembre 2021.

## Successo commerciale
Nella Official Singles Chart britannica il brano è entrato al 26º posto con 13 893 unità di vendita. Ha in seguito trovato il suo picco al 13º posto, divenendo il settimo piazzamento dell'artista nella top twenty del Regno Unito.
In Francia Woman ha raggiunto l'8º posto nella classifica dei singoli redatta dalla SNEP con 1,8 milioni di stream, facendo di Doja Cat la prima rapper donna con due top ten da solista nel paese, sorpassando Nicki Minaj.

## Classifiche

### Classifiche settimanali
| Classifica (2021-22)  | Posizione massima |
| --------------------- | ----------------- |
| Argentina             | 77                |
| Australia             | 16                |
| Austria               | 17                |
| Belgio (Fiandre)      | 30                |
| Belgio (Vallonia)     | 10                |
| Canada                | 12                |
| Croazia               | 47                |
| Danimarca             | 9                 |
| Finlandia             | 17                |
| Francia               | 8                 |
| Germania              | 18                |
| Grecia                | 5                 |
| India                 | 5                 |
| Irlanda               | 11                |
| Islanda               | 19                |
| Italia                | 59                |
| Lituania              | 7                 |
| Lussemburgo           | 20                |
| Norvegia              | 20                |
| Nuova Zelanda         | 9                 |
| Paesi Bassi           | 12                |
| Panama                | 19                |
| Paraguay              | 97                |
| Perù                  | 30                |
| Portogallo            | 6                 |
| Regno Unito           | 13                |
| Repubblica Ceca       | 13                |
| Repubblica Dominicana | 32                |
| Romania               | 79                |
| Singapore             | 8                 |
| Slovacchia            | 11                |
| Spagna                | 79                |
| Stati Uniti           | 7                 |
| Sudafrica             | 28                |
| Svezia                | 44                |
| Svizzera              | 7                 |
| Ungheria              | 16                |

### Classifiche di fine anno
| Classifica (2021) | Posizione |
| ----------------- | --------- |
| Belgio (Vallonia) | 64        |
| Canada            | 99        |
| Danimarca         | 91        |
| Francia           | 65        |
| Germania          | 95        |
| Paesi Bassi       | 63        |
| Portogallo        | 40        |
| Regno Unito       | 79        |
| Svizzera          | 60        |
| Ungheria          | 60        |
| Classifica (2022) | Posizione |
| Australia         | 42        |
| Belgio (Fiandre)  | 138       |
| Belgio (Vallonia) | 81        |
| Canada            | 28        |
| Francia           | 98        |
| Islanda           | 63        |
| Lituania          | 25        |
| Nuova Zelanda     | 33        |
| Regno Unito       | 87        |
| Stati Uniti       | 21        |
| Svizzera          | 67        |
| Ungheria          | 100       |